# 마쓰오카 다이치
마쓰오카 다이치(일본어: 松岡 大智, 1999년 1월 23일 ~ )는 일본의 축구 선수이다.

## 구단 경력
그는 2016년부터 J리그의 세레소 오사카 U-23, 카탈레 도야마에서 뛰었다.